# Алби
 Тази статия е за града в Южна Франция.  За селото в Южна Италия вижте Алби (Италия).  
Алби (на френски: Albi) е град в южна Франция с население 48 916 души (2010), разположен в региона Юг-Пиренеи, департамент Тарн.

## История
Местността, където се намира днес Алби, е населена още от дълбока древност. Първите следи датират от Бронзовата ера. По време на Римската империя градът е малко селище без значително римско присъствие обозначено с името Civitas Albigensium.
Алби се разширява значително през Средновековието, когато през 1040 г. е построен мост над Тарн. Той позволява селището да се разпростре на двата бряга на реката. Построени са нови квартали и градът се развива благодарение на търговията и таксите събирани за преминаване на моста. През 12-и и 13 век Алби е център на катарството, а катарите са наричани често и албигойци от името на града.
През 1208 г. папа Инокентий III, заедно с краля на Франция предприемат кръстоносен поход срещу катарите, известен като Албигойски кръстоносен поход. Катарите са унищожени, а Алби преминава без много съпротива в лагера на католиците. По този начин градът попада под влиянието на френската корона, а областта е присъединена към Франция. За да засили влиянието на църквата в района, към края на 13 век епископът Бернар дьо Кастане построява укрепен епископален дворец и впечатлителна катедрала.
През 15-и и 16 век Алби се радва на значителен търговски подем заради отглеждането на сърпица, растение от което се произвежда синя боя. По това време голяма част от буржоазията забогатява значително и допринася за развитието на града. През 17 век Алби и регионът западат икономически заради залеза на търговията със сърпица. Въпреки че през следващите няколко десетилетия градът се опитва да възвърне търговския си облик с други дейности като стъкларство, кожарство или тъкачество, икономическата ситуация остава тежка.
След Френската революция Алби загубва за кратко ролята си на главен град в региона за сметка на Кастр, който се превръща в център на новосъздадения департамент Тарн през 1790 г. През 1797 г. обаче Алби възвръща статута си на локален център, тъй като голяма част от републиканците се преместват в града. Имотите на духовенството са продадени или превърнати в административни сгради.
През 19 век Алби е металургичен център, а през 1864 г. е построена железопътна линия. По време на Втората световна война в града съществува концентрационен лагер.

## Личности
Родени
- Жан Франсоа Лаперуз (р. 1741) – морски офицер и изследовател
- Анри дьо Тулуз-Лотрек (р. 1864) – художник